# 알로야시

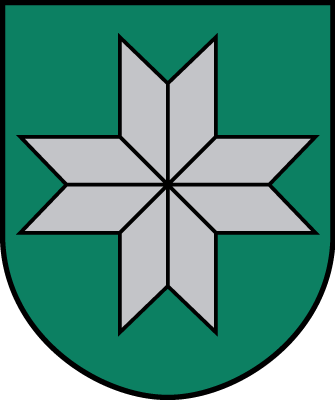
시 문장

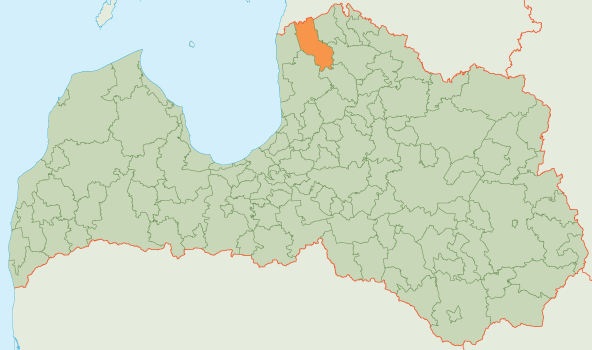
알로야 시의 위치

알로야시(라트비아어: Alojas novads)는 라트비아의 지방 자치체로 행정 중심지는 알로야이며 면적은 630.7km2, 인구는 6,152명(2009년 기준), 인구 밀도는 9.8명/km2이다. 2개 도시, 4개 교구를 관할한다.

## 같이 보기
- 라트비아의 행정 구역